# Copa dos Campeões da NORCECA de Voleibol Masculino
A Copa dos Campeões da NORCECA de Voleibol Masculino é um torneio de seleções de voleibol da América do Norte, América Central e Caribe, organizado a cada quatro anos pela Confederação da América do Norte, Central e Caribe de Voleibol (NORCECA).

## Histórico
A primeira edição do torneio ocorreu em 2015, nos Estados Unidos. A seleção do Canadá conquistou o título inaugural garantindo vaga para a Copa do Mundo de 2015.

## Quadro de medalhas
| Ordem | País           | Medalha de ouro | Medalha de prata | Medalha de bronze | Total |
| ----- | -------------- | --------------- | ---------------- | ----------------- | ----- |
| 1     | Canadá         | 1               | 0                | 1                 | 2     |
| 1     | Cuba           | 1               | 0                | 1                 | 2     |
| 3     | Estados Unidos | 0               | 2                | 0                 | 2     |